# Crane, Montana
Crane är en så kallad census-designated place i Richland County i Montana. Vid 2020 års folkräkning hade Crane 91 invånare.